# Hejnice (okres Liberec)
Hejnice (Duits: Haindorf) is een stadje in het noorden van Tsjechië in de regio Liberec (Duitsː Reichenberg). De stad Liberec ligt op ongeveer 16 kilometer ten noordoosten van Hejnice. Hejnice heeft ongeveer 2700 inwoners. De eerste schriftelijke vermelding dateert uit 1381. In de twaalfde eeuw heeft een familie, als dank voor een wonderbaarlijke genezing en een verschijning van Maria, op de plaats waar nu Hejnice ligt een Mariabeeld geplaatst. Dit werd later een bedevaartsoord en de locatie van een franciscanenklooster en een kerk. Na een aantal eeuwen werden het franciscanenklooster en de kerk in barokstijl herbouwd.
Hejnice kreeg in 1917 stadsrechten. Tussen de Eerste en Tweede Wereldoorlog had Hejnice een bloeiperiode met voorspoed en een levendig cultureel toerisme. Na de Tweede Wereldoorlog werd de Duitse bevolking verdreven en werd de streek bevolkt door mensen met een Tsjechische oorsprong. Het vervallen klooster is in 1989 gerestaureerd en in 2001 heropend als Internationaal Centrum voor Geestelijke Vernieuwing. In de zomer van 2010 werd Hejnice, net als veel andere steden in Oost-Europa, getroffen door buiten de bedding tredende beken en rivieren, waardoor aanzienlijke schade ontstond.
Het stadje betaat uit de onderdelen Hejnice en Ferdinandov. Het ligt in een vallei op de noordelijke helling van het IJzergebergte bij de rivier de Smeda. De barokke basiliek en de omliggende historische gebouwen vormen het historisch hart en zijn beschermd. Hejnice heeft een eigen postkantoor, een kleuterschool, een basisschool, een school voor middelbaar beroepsonderwijs, een politiebureau en een vrijwillige brandweer. Naast een supermarkt zijn er verschillende kleine winkeltjes te vinden. De voetbalclub FK Hejnice heeft zijn eigen voetbalvelden.
Jaarlijks is er begin juli een muziek- en cultureel festival op het plein voor de basiliek. In de herfst worden er sportieve wandelingen georganiseerd onder de naam Wandelen in de voetsporen van de IJzeren Kroon, die plaatsvinden in de noordelijke delen van het IJzergebergte. De naam verwijst naar een werk van Václav Kaplický getiteld De IJzeren Kroon. Dit evenement vindt op hetzelfde moment plaats als een folkmuziekfestival met de naam Jizerská nota. In zomer en herfst worden regelmatig orgelconcerten georganiseerd in de basiliek.

## Herkomst van de naam
De originele naam van Hejnice is Haindorf, afgeleid van het Duitse Dorf im Haine, een dorp in het bos. In de loop der eeuwen is Hejnice in geschriften onder de naam Haindorf in uiteenlopende spelling terug te vindenː Hayndorff (1381), Hayndorf (1408) Haindurff (1445), Hayndorff (1448) Handorff (1462), Hayndorff (1469) Haynsdorf (1495) Hayndorff (1498) Heyndorff (1509) Hayndorff (1513) Haindorf (1527) Handorff (1543) Haindorf (1549) Heindorff (1624) of Haindorf, Heundorf (1651), Heyndorff (1654) en Haindorf (1790). In 1893 wordt de Tsjechische naam Heníč of Henič ingevoerd en in 1923 officieel de huidige naam Hejnice.

## Geschiedenis
Volgens de legende leefde er in het nabijgelegen Luh een familie waarvan vrouw en kind ernstig ziek waren. In een visioen verscheen Maria op de plek waar nu de basiliek van Hejnice staat. Door de verschijning van Maria en de hierop volgende wonderbaarlijke genezing van moeder en kind werd de plek een pelgrimsoord, waar eerst een Mariabeeld en een houten kerk werden gebouwd, gevolgd door een franciscanenklooster. De basiliek werd later gebouwd. In 1352 werd de houten kerk vervangen door een stenen kerk. Bij de sloop van de houten kerk werd een balk met een ingekerfd jaartal 1211 gevonden. Dit jaar wordt aangehouden als het jaar van de Mariaverschijning.
De eerste schriftelijke vermelding van Hejnice dateert uit 1381. De regio werd toen voornamelijk bewoond door boeren en houthakkers die in de omliggende bossen werkten. Het in cultuur brengen van de woeste natuur duurde tot het einde van de zestiende eeuw. 
Volgens historische documenten van de regio Frýdlant werd in 1409 een zagerij opgericht. Ook was er in de regio sprake van ijzerertswinning. 

### 17de en 18de eeuw
In 1618 brak de opstand uit van de protestanten tegen de Tsjechische staat. Na de nederlaag bij de Slag op de Witte Berg (1620) vielen alle eigendommen van de opstandelingen toe aan de staat. Regio Frýdlant werd een hertogdom met onder andere het recht eigen munten te slaan. Eind 17de eeuw werd het franciscanenklooster gesticht. De periode daarna was een bloeiperiode voor de pelgrimage naar Hejnice. 

### Het interieur van de kerk van Hejnice
Op 8 september 1722 werd begonnen met de herbouw van de door een brand verwoeste kerk. Slechts een klein deel van de oude kerk was gered kunnen worden. In de plaats kwam de huidige barokke kruiskerk met de kenmerkende torens die de skyline van Hejnice bepalen. In 1761 heeft de kerk weer zware schade opgelopen na een dakbrand, die in de jaren daarna is hersteld. In 1787 is het plafond van de kerk van een schildering voorzien. De kerk is begin 20ste eeuw volledig gerestaureerd, waarbij ook de plafondschildering opnieuw is aangebracht. 

### Industriële revolutie in Hejnice
In de 19de eeuw brak de industriële revolutie in Hejnice door en kwamen verschillende industriële ondernemingen tot bloei. De verlaten en nu tot appartementen verbouwde fabriekshallen en directiewoningen herinneren aan de vroegere bloeiperiode voor de textiel-, glas-, keramiek- en porseleinindustrie. Sinds 1866 heeft Hejnice een eigen postkantoor. In 1874 werd de vrijwillige brandweer opgericht. Aan het eind van de 19de eeuw werd een uitkijkpunt ingericht (Ořešník), vanwaaruit heel Hejnice is te overzien. Sinds mei 1900 heeft Hejnice een aansluiting op het Tsjechische spoorwegnet.
Na de Eerste Wereldoorlog ontwikkelde Hejnice zich verder en de middenstand bloeide op. In het midden van de jaren dertig van de 20e eeuw waren twintig pensions en restaurants, zes hotels, acht mannen- en tien vrouwenkleermakers, acht kappers en negen slagers en bakkers te vinden in Hejnice. In 1921 startte er een bioscoop en in een openluchttheater in het bos werden voorstellingen verzorgd voor duizenden bezoekers. Van dit openluchttheater zijn nog restanten te herkennen. Sinds 1931 worden er op het plein voor de basiliek allerlei muziekactiviteiten georganiseerd. In 1931 werd een buitenzwembad geopend. 
In de jaren 30 was 90% van de bevolking van Hejnice Duitstalig. Op 9 mei 1945 werd Hejnice bevrijd door Russische en Poolse troepen. Hejnice en omgeving waren toen volgestroomd met Duitsers die de bombardementen in Duitsland waren ontvlucht. Na 1945 zijn alle Duitsers uit Hejnice en omgeving naar Duitsland verdreven en is de streek herbevolkt met mensen met een Tsjechische achtergrond.

### Naoorlogse ontwikkelingen
In september 1946 werden door de Tsjechoslowaakse deelstaatregering alle banken, verzekeringsmaatschappijen, mijnen en industriële ondernemingen die meer dan 500 werknemers hadden, genationaliseerd. Voor de textielindustrie gold een lager aantal werknemers. Voor de in Hejnice gevestigde industrieën had dit grote gevolgen. Naast de nationalisaties had ook de verdrijving van de Duitsers problemen tot gevolg, omdat er tekorten op de arbeidsmarkt ontstonden. De overheid probeerde met financiële prikkels Tsjechen te verleiden om in voormalig Sudetenland te gaan wonen en werken, maar dit had slechts ten dele succes.
In de jaren 50 werd door het communistisch bewind de Katholieke Kerk vervolgd en werd de pelgrimage op Hejnice verboden. Kloosters werden in die jaren gesloten en gesloopt en monniken en nonnen werden in kampen geïnterneerd. Ook het klooster in Hejnice werd voor internering gebruikt. Na de Fluwelen Revolutie (1989) vielen het klooster en de kerk van Hejnice terug aan de Kerk. Met steun van de Europese Unie, van ongeveer 100.000.000 Kronen, werden de inmiddels zwaar vervallen gebouwen gerestaureerd. Sinds januari 2001 is het klooster in gebruik als "Internationaal Centrum voor Geestelijke Vernieuwing."
In  augustus 2010 is de stad met het omringende landschap getroffen door overstromingen. Met hulp van de Tsjechische miljardair Petr Kellner en uit de opbrengst van een benefietconcert is de schade hersteld. 
In dat jaar is ook de Single Track aangelegd, een speciaal voor mountainbikers aangelegde route van ongeveer 80 kilometer, die voor een deel op de hellingen van de heuvels van Hejnice is aangelegd.

## Bestuurlijk
Hejnice behoorde vanaf 1850 tot het district Frydlant. Na de opheffing van dit district (1960) vormde Hejnice met drie andere gemeenten het discrict Liberec. De kadastrale oppervlakte met dezelfde naam als de stad is 38,41 vierkante kilometer. Het grootste deel van het grondgebied van het district (89%) is bosgrond. Ongeveer 8% is landbouwgrond. De rest bestaat uit blijvend grasland, tuinen, bebouwde oppervlakten en water. 

## Klimaat
Hejnice heeft een landklimaat met lange en vrij droge zomers en met een mild voorjaar en herfst. De winters zijn meestal langdurig, een beetje warm en droog en met een kortdurende sneeuwbedekking. In januari ligt de temperatuur gewoonlijk tussen -2 en -3°C, in april 6–7°C. In juli ligt de temperatuur rond 26–27°C en in oktober daalt die tot ongeveer 6°. Een gemiddelde dagelijkse neerslag van meer dan 1 mm komt gedurende 100 à 120 dagen per jaar voor en het sneeuwt in Hejnice 60 à 80 dagen per jaar.

## Flora en fauna

### Vegetatie
De natuurlijke vegetatie is zeer gevarieerd. In het zuiden zijn spar en beuk de dominante bomen. Op het grondgebied van het Hejnice staan origineel beukenbossen. Ook komen hier wintereik (Quercus petraea) en zomereik (Quercus robur) voor, evenals de zomerlinde (Tilia platyphyllos) en winterlinde (Tilia cordata), ruwe iep (Ulmus glabra), gewone esdoorn (Acer pseudoplatanus) en lijsterbes (Sorbus). Coniferen worden vertegenwoordigd door gewone zilverspar (Abies alba) en spar (Picea). In het kreupelhout groeien blauwe bosbes (Vaccinium myrtillus), bochtige smele (Deschampsia flexuosa), mansoor (Asarum europaeum), ongevlekt longkruid (Pulmonaria obscura), knikkend parelgras (Melica nutans), leverbloempje (Anemone hepatica) samen met varens als Dubbelloof (Blechnum spicant) en mossen en dennenwolfsklauw (Huperzia selago). Er bloeien ook beschermde planten zoals het berghoefblad (Tussilago alpina), vaste Judaspenning (Lunaria rediviva), alpensla (Cicerbita alpina), veldkers (Cardamine enneaphyllos), rood peperboompje (Daphne mezereum), gewone salomonszegel (Polygonatum multiflorum), kranssalomonszegel (Polygonatum verticillatum), plataanbladige boterbloem (Ranunculus platanifolius), Gentiana asclepiadea en turkse lelie (Lilium martagon). Langs de rivier de Smeda komen de Japanse duizendknoop (Fallopia japonica), de Sachalinse duizendknoop (Fallopia sachalinensis), de reuzenbalsemien (Impatiens glandulifera) en de slipbladige rudbeckia (Rudbeckia laciniata) voor.

### Dieren in het wild
In de natuur van Hejnice leven onder andere het edelhert (Cervus elaphus), het damhert (Dama dama) en de bergspitsmuis (Sorex alpinus). 
Over het landschap vliegen de oehoe (Bubo bubo), de ruigpootuil (Aegolius funereus), de steenuil (Athene noctua), de dwerguil (Glaucidium passerinum), de wespendief (Pernis apivorus), de holenduif (Columba oenas), de kleine vliegenvanger (Ficedula parva), rode wouw (Milvus milvus), hop (Upupa epops), grote zaagbek (Mergus merganser), watersnip (Gallinago gallinago), witgat (Tringa ochropus), blauwe kiekendief (Circus cyaneus) en bruine kiekendief (Circus aeruginosus). 
Vlinders die in en rond Hejnice voorkomen zijn de grote weerschijnvlinder (Iris Apatura), tauvlinder (Aglia tau), gevlekte spikkelspanner (Alcis bastelbergeri) en grote ijsvogelvlinder (Limenitis populi). Ook komen de lederboktor (Prionus coriarius), het rolrond vliegend hert (Sinodendron cylindricum), het blauw vliegend hert (Platycerus caraboides) en de behaarde bosmier (Formica rufa) er voor.

## Bescherming van het milieu
De hele stad is sinds 1967 onderdeel van het beschermde gebied van het Reuzengebergte. Het doel van de bescherming is te behouden wat er nog is, waar mogelijk te komen tot herstel van lokale natuurlijke hulpbronnen en het voor de toekomst zekerstellen van het landschap.
Sinds 1999 zijn de beukenwouden met hun bijzondere ecosystemen in het nationale natuurgebied Jizerskohorské bučiny beschermd.  
Op het grondgebied van Hejnice zijn tal van natuurgebieden te vinden die een wettelijke bescherming hebben. Dit betekent dat behoud en bescherming centraal staan en allerlei activiteiten niet toegestaan zijn. Huizen mogen in deze gebieden alleen worden gebouwd op plekken waar aantoonbaar eerder een huis heeft gestaan of waar een huis wordt gesloopt om plaats te maken voor nieuwbouw.

## Bevolking
In het begin van 2013 waren er in totaal 2.761 inwoners waarvan 1.326 mannen en 1.435 vrouwen. De gemiddelde leeftijd van de bevolking was 40 jaar. Volgens de volkstelling uitgevoerd in 2011, waren er toen 2.696 inwoners, waarvan het grootste deel in de leeftijdscategorie 30–39 jaar (17%). Kinderen jonger dan 14 jaar vormen 16% van de bevolking en senioren ouder dan 70 jaar 9%. Van de in totaal 2.259 mensen ouder dan 15 jaar had 37% een op middelbareschoolniveau afgeronde opleiding. Het aantal universitair afgestudeerden lag op bijna 5%, en geen opleiding had slechts 0,2% van de bevolking. Uit de volkstelling blijkt ook dat 1.305 inwoners als zelfstandige of in loondienst aan het werk waren; 88% was werknemer. In totaal 25 inwoners van de stad werkten in landbouw, bosbouw en visserij, 672 bewoners waren in loondienst in bijvoorbeeld de bouw, de overige 453 werkten in de dienstensector. 
In totaal hadden 1928 mensen van de bevolking van de stad de Tsjechische nationaliteit. Verder woonden er dertig Slowaken, twintig Duitsers, acht Oekraïners, zeven Polen, vijf Roma en vier Moraviërs. Van 662 inwoners van de stad was de nationaliteit niet bekend.
Tussen 2003 en 2012 schommelde de groei van de bevolking. In 2003 en 2011 was er enige bevolkingsgroei. Door migratie is er sprake van grote verschillen tussen de jaren van - 17,9% in 2011 tot + 3,6% in 2012. In 2012 was er sprake van een natuurlijke groei van 4%.

### Godsdienst
De stad is de zetel van de gelijknamige rooms-katholieke parochie en maakt deel uit van het Vicariaat van Liberec. Het grondgebied van de parochie omvat niet alleen de regio zelf, maar ook de nabij liggende dorpen Bily Potok en Libverda. Op het grondgebied van de parochie staan twee kerken, waarvan één in Hejnice. De protestantse godsdienst is vertegenwoordigd met de Evangelische Kerk en de Tsjechoslowaakse Hussietenkerk. Bij de volkstelling van 2011 gaven 385 inwoners aan gelovig te zijn.

## Gemeentelijk bestuur en politiek

### Opbouw gemeente Hejnice
De stad bestaat uit twee delen, namelijk Hejnice en Ferdinandov. Met elkaar vormen ze de gemeente Hejnice.

### Gemeentebestuur
De gemeenteraad bestaat uit vijftien leden, voorgezeten door een burgemeester. De raadszetels worden hoofdzakelijk verdeeld onder lokale partijen met namen als “Voor een Beter Hejnice”, “Samen voor Hejnice” en “Burgers, de ontwikkeling en Hejnice”. Naast deze lokale partijen zijn ook landelijke partijen vertegenwoordigd.

### Eurregio Neisse
Hejnice is sinds 1991 aangesloten bij de Euregio Neisse (ERN), die werd opgericht ter ondersteuning van grensoverschrijdende samenwerking tussen grensregio's in Tsjechië, Polen en Duitsland.

## Transport
Hejnice heeft goede wegverbindingen met omliggende steden. ’s Winters zijn een aantal wegen in verband met de sneeuw afgesloten, waardoor in de praktijk de afstanden tussen steden enorm toenemen. Per spoor zijn er goede verbindingen richting Praag, Duitsland en Polen. Er is geen vliegveld in de nabijheid, maar de luchthavens van Dresden en Praag zijn niet ver verwijderd.

### Fietsrecreatie
De fietsroutes 3006 en 3016 doen ook Hejnice aan. De 80 kilometer lange Single Track loopt ook langs Henjnice. Hejnice is met de fietsroutes, de Single Track en de vele fietsmogelijkheden in de bossen een waar fietswalhalla.

## Bekende personen
- Franz Karl Auersperg (1935-2008) - Oostenrijkse politicus en vakbondsman
- Heda Kaufmannová (1905-1981) - Tsjechische schrijver en vertaler
- Wilhelm Klein (1850-1924) - een klassiek archeoloog
- Jürgen Kocka (1941) - Duitse historicus
- Katharina Matzová (1935) - Duitse actrice
- Miloš Raban (1948-2011) - katholieke priester, opvoeder, theoloog
- Josef Riedel (1816-1894) - bekend industrieel, de Koning van het Glas van het  IJzergebergte
- Josef Zlámal (1915-2008) - katholieke priester

## Zustersteden
- Łęknica, Polen
- Burghaun, Duitsland (in voorbereiding)

Bílá ·
Bílý Kostel nad Nisou ·
Bílý Potok ·
Bulovka ·
Cetenov ·
Černousy ·
Český Dub ·
Čtveřín ·
Dětřichov ·
Dlouhý Most ·
Dolní Řasnice ·
Frýdlant ·
Habartice ·
Hejnice ·
Heřmanice ·
Hlavice ·
Hodkovice nad Mohelkou ·
Horní Řasnice ·
Hrádek nad Nisou ·
Chotyně ·
Chrastava ·
Jablonné v Podještědí ·
Janovice v Podještědí ·
Janův Důl ·
Jeřmanice ·
Jindřichovice pod Smrkem ·
Kobyly ·
Krásný Les ·
Kryštofovo Údolí ·
Křižany ·
Kunratice ·
Lázně Libverda ·
Lažany ·
Liberec ·
Mníšek ·
Nová Ves ·
Nové Město pod Smrkem ·
Oldřichov v Hájích ·
Osečná ·
Paceřice ·
Pěnčín ·
Pertoltice ·
Proseč pod Ještědem ·
Příšovice ·
Radimovice ·
Raspenava ·
Rynoltice ·
Soběslavice ·
Stráž nad Nisou ·
Světlá pod Ještědem ·
Svijanský Újezd ·
Svijany ·
Sychrov ·
Šimonovice ·
Višňová ·
Vlastibořice ·
Všelibice ·
Zdislava ·
Žďárek